# Celleporaria projecta
Celleporaria projecta is een mosdiertjessoort uit de familie van de Lepraliellidae. De wetenschappelijke naam van de soort is voor het eerst geldig gepubliceerd in 1937 door Okada & Mawatari.